# Absurd (polski zespół muzyczny)
Absurd – polski zespół punkrockowy. 

## Historia
Powstał w Gliwicach w 1984 roku założony przez: gitarzystę Dariusza Duszę (ex–Śmierć Kliniczna), wokalistę „Lumpaja”, basistę Adama Hagno (którego wkrótce zastąpił Lucjan Gryszka) i perkusistę „Marlenę”. W latach 1985–1986 zespół występował na Grand Festival Róbrege w Warszawie, Festiwalu w Jarocinie i na Festiwalu Artystycznym Młodzieży Akademickiej (FAMA) w Świnoujściu. W 1987 ukazał się jedyny singel zespołu „Zżera mnie dżuma”, który gościł na listach Rozgłośni Harcerskiej oraz Programu III Polskiego Radia. Po rozwiązaniu Absurdu Dusza i Gryszka utworzyli grupę Darmozjady.
W 1996 wytwórnia Zima Zine za zgodą Dariusza Duszy wydała kasetę koncertową grupy z archiwalnymi nagraniami pt. Absurd.

## Muzycy
- „Lumpaj” – wokal
- Dariusz Dusza – gitara
- Lucjan „Lucek” Gryszka – gitara basowa
- „Marlena” – perkusja

## Dyskografia

### Albumy
- Absurd (1996)
- Anomalia (LP, 2018)[6]

### Single
- „Zżera mnie dżuma” (1987)